# Alexandra Barré
Alexandra Barré   (Budapest, 29 de gener de 1958) és una piragüista d'aigües tranquil·les hongaresa de naixement, però nacionalitzada canadenca, que va competir durant la dècada de 1980. La seva filla Mylanie Barré també fou una destacada piragüista.
S'inicià com a gimnasta, però ben aviat va centrar-se en el piragüisme. El 1975, al Campionat del Món Júnior, va conèixer al que acabaria sent el seu marit, el piragüista canadenc Denis Barré. Es van casar el 1977 i es va traslladar a viure al Canadà.
El 1984 va prendre part en els Jocs Olímpics de Los Angeles on disputà dues proves del programa de piragüisme. Fent parella amb Sue Holloway, guanyà la medalla de plata en la prova del K-2, 500 metres, mentre en el K-4, 500 metres guanyà la medalla de bronze. formà equip amb la mateixa Holloway, Lucie Guay i Barbara Olmstead.
Es va retirar el 1986.